# Palangai nemzetközi repülőtér
A Palangai nemzetközi repülőtér (IATA: PLQ, ICAO: EYPA) Litvánia egyik regionális nemzetközi repülőtere, a Balti-tengeri Palanga üdülőváros közelében; a Palangába, Klaipėda üdülővárosba és Nyugat-Litvániába tartók használják. Ez az ország harmadik legnagyobb repülőtere; rövid és középtávú európai járatokat szolgál ki.

## Története
A repülőtéren 1937-ben indult meg a forgalom, egy, a mai termináltól hét kilométerre keletre fekvő területen, a Palanga és Darbenai közti út mellett. Itt képezték ki a litván légierő pilótáit. 1939-ben indult meg az ország első menetrend szerinti járata a Kaunas–Palanga útvonalon.
1940–1941, majd 1945–1963 között a repülőteret a Szovjetunió légiereje használta. Az új leszállópálya és építmények, melyek már a jelenlegi helyszínen állnak, a második világháború után épültek. A repülőteret 1963-ban alakították át polgári repülőtérré. 1991-ben, Litvánia függetlenedése után újraregisztrálták állami repülőtérként, jelenleg is állami tulajdonú és üzemeltetésű.
1993 óta évről évre növekszik a repülőtér utasforgalma. Az utasterminált 1994 és 1997 között felújították, az utaskiszolgálást és a poggyászkezelést az International Civil Aviation Organization (ICAO) előírásainak megfelelően modernizálták. 1994 és 1995 között átalakították a légiirányító-központot, 1996–1997-ben felújították a futópályát, 1998-ban pedig a forgalmi előteret és a gurulóutakat. 1997-ben a repülőtér csatlakozott a Repülőterek Nemzetközi Tanácsához.
2004-ben, miután Litvánia az Európai Unió tagja lett, az utasforgalom több mint 60%-kal nőtt 2003-hoz képest.
Az infrastruktúra fejlesztése 2007-ben is folytatódott: megépült az északi terminál, mellyel egyrészt 2000 m²-rel bővült a terminálok területe, másrészt alkalmazkodott a repülőtér a schengeni határellenőrzési előírásokhoz. 2007 júniusától októberig a futópályát 2280×45 méteresre bővítették, és a világítását is modernizálták. A 2007-ben befejezett átalakítások alkalmassá tették a repülőteret hosszabb távú járatok fogadására is.
A repülőtéren jelenleg több mint kétszáz ember dolgozik.

## Terminálok
A repülőtérnek két, egymással rövid folyosók és egy tranzitterület által összekötött terminálja van:
- A déli terminál az 1970-es években épült és az 1990-es évek végén modernizálták. Korábban minden járatnak itt volt a check-inje. Itt találhatóak a légitársaságok irodái, valamint kávézók és bárok.
- Az új, északi terminál 2007. október 26-án nyílt meg. 2000 m² területű; innen indulnak a schengeni zónán kívüli járatok.

Mivel a terminálépületek egyszintesek, és az érkező és induló utasok is ugyanezt a szintet használják, utashidakat nem használ a repülőtér; az utasokat busszal szállítják.

## Megközelítése
- Az A13-as autópálya köti össze a repülőteret Palanga északi részével (6 km) és Klaipėdával (32 km, D).
- Buszjárat köti össze a repülőteret a palangai távolsági buszállomással.
- A Scandinavian Airlines utasai transzferbuszokkal közlekedhetnek Klaipėda és a repülőtér között.[1]
- A lett Flybus.lv transzferbusztársaság naponta induló járatai a lettországi Liepājával kötik össze a repülőteret (60 km, É).

## Légitársaságok és úti célok

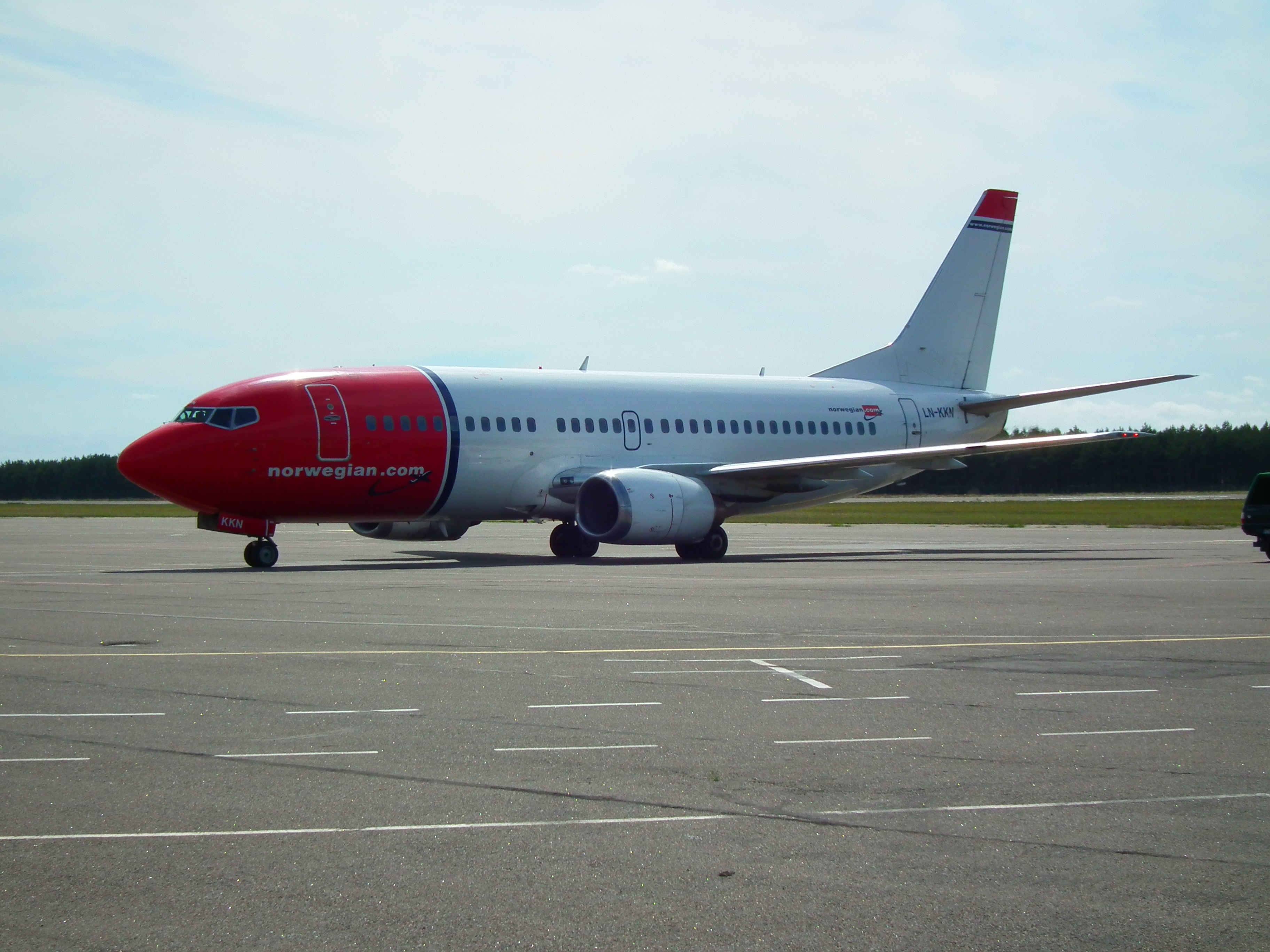
A Norwegian Boeing 737–300 gépe Palangában

### Utasszállító
| Légitársaság                   | Célállomások                                                  |
| ------------------------------ | ------------------------------------------------------------- |
| airBaltic                      | Riga                                                          |
| Belavia                        | Szezonális: Minszk-Nemzeti (indul: 2016. június 19-én)        |
| LOT                            | Varsó-Chopin                                                  |
| Norwegian                      | Oslo-Gardermoen                                               |
| Ryanair                        | London–Stansted                                               |
| RusLine                        | Szezonális: Moszkva-Domogyedovo (újraindul: 2016. június 19.) |
| Scandinavian Airlines          | Koppenhága                                                    |
| Wizz Air                       | London-Luton                                                  |
| Ukraine International Airlines | Szezonális: Kijev-Boriszpil (indul: 2016. június 19.)         |

## Statisztika
| Helyezés | Ország     | Repülőtér                      | 2015      | 2014      | 2013      | 2012      | 2011      | 2010      | 2009      | 2008      | 2007      | 2006      | 2005      | 2004      |
| -------- | ---------- | ------------------------------ | --------- | --------- | --------- | --------- | --------- | --------- | --------- | --------- | --------- | --------- | --------- | --------- |
| 1.       | Lettország | Rigai nemzetközi repülőtér     | 5 162 149 | 4 814 073 | 4 793 213 | 4 767 764 | 5 106 692 | 4 663 647 | 4 066 854 | 3 690 549 | 3 160 945 | 2 495 020 | 1 878 035 | 1 060 426 |
| 2.       | Litvánia   | Vilniusi nemzetközi repülőtér  | 3 336 084 | 2 942 670 | 2 661 869 | 2 208 096 | 1 712 467 | 1 373 859 | 1 308 632 | 2 048 439 | 1 717 222 | 1 451 468 | 1 281 872 | 964 164   |
| 3.       | Észtország | Lennart Meri Tallinn repülőtér | 2 166 663 | 2 017 291 | 1 958 801 | 2 206 791 | 1 913 172 | 1 384 831 | 1 346 236 | 1 811 536 | 1 728 430 | 1 541 832 | 1 401 059 | 997 941   |
| 4.       | Litvánia   | Kaunasi nemzetközi repülőtér   | 747 284   | 724 315   | 695 509   | 830 268   | 872 618   | 809 732   | 456 698   | 410 165   | 390 881   | 248 228   | 77 350    | 27 113    |
| 5.       | Litvánia   | Palangai nemzetközi repülőtér  | 145 441   | 132 931   | 127 890   | 128 169   | 111 133   | 102 528   | 104 600   | 101 586   | 93 379    | 110 828   | 94 000    | 76 020    |

## Fordítás
- Ez a szócikk részben vagy egészben  a   Palanga International Airport című angol Wikipédia-szócikk ezen változatának fordításán alapul.  Az eredeti cikk szerkesztőit annak laptörténete sorolja fel. Ez a jelzés csupán a megfogalmazás eredetét és a szerzői jogokat jelzi, nem szolgál a cikkben szereplő információk forrásmegjelöléseként.